# Anticla
Anticla é um gênero de mariposa pertencente à família Bombycidae.